# Carrosserie Hess
Carrosserie Hess AG компанія-виробник автобусів, тролейбусів та комерційного транспорту. Розташовано у м. Белах (біля Золотурну), Швейцарія. Компанія продає продукцію по усьому світу, включаючи США та Канаду.

## Історія
Компанія була заснована у 1882 році Гайнріхом Гесом для створення індивідуальних корпусів для автомобілів. Перші автобуси були побудовані у 1919 році. Перші тролейбуси було побудовано у 1940 році для швейцарських міст Базель та Біль. З часом було розпочато виробництво комерційного автотранспорту (1961). Були відкриті філії у Португалії (1957), Австралії (1978), США (1996). Компанія розпочала виробництво низькопідлогових тролейбусів та автобусів у 1991 році та у 2003 збудували перший в історії подвійний з'єднаний тролейбус.

## Продукція

### Автобуси
- N UB 2-2: низькопідлоговий дводверний автобус. Можливі варіанти 10 м, 11.3 м та 12 м з пасажиромісткістю відповідно 82, 86 та 95 чоловік.
- N UB 2-2-1: ідентичний до N UB 2-2 з додатковими дверима в задній частині.
- N UA 2-2-2-2: низькопідлоговий, чотиридверний з'єднаний автобус, довжина 18 м, пасажиромісткість 150 чоловік..
- Hess LighTram: подвійний з'єднаний автобус 24,69 м довжиною з дюралюмінію. Існують гібридні варіанти.

### Тролейбуси

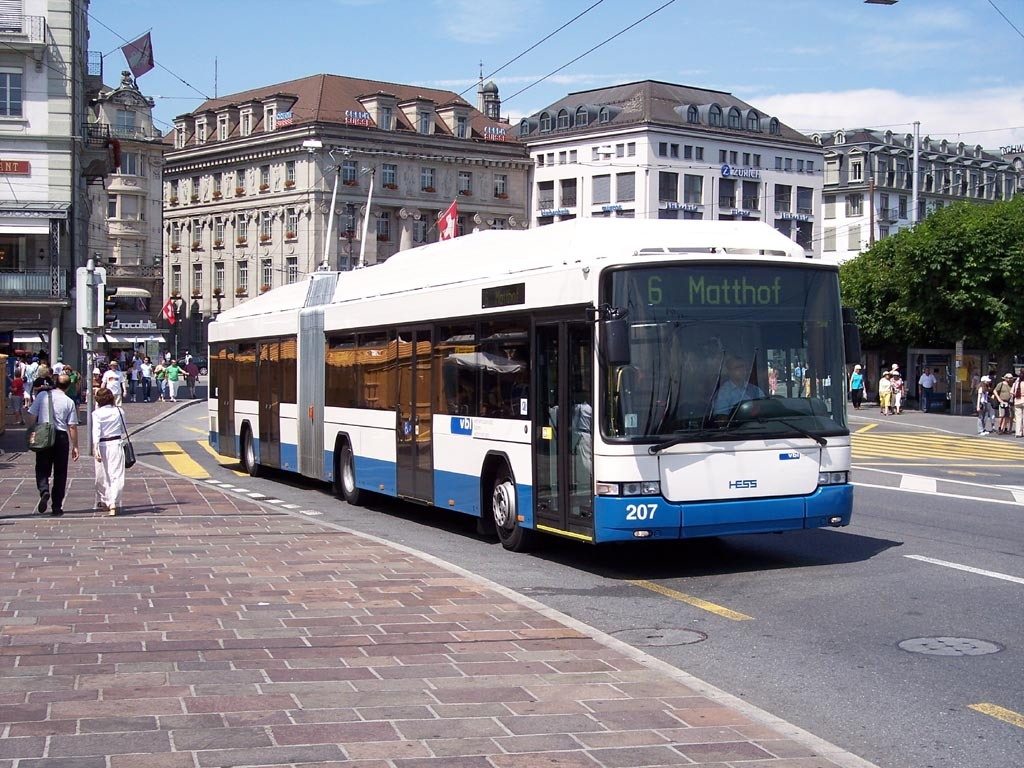
Hess Swisstrolley 3 старого дизайну, Люцерн

- Eurotrolley 3: Напівнизькопідлоговий 9,7 метровий тролейбус з пасажиромісткістю 80 чоловік. Електрообладнання Lyon та Kiepe, тяговий електродвигун Skoda.
- Swisstrolley 3: 18-метровий з'єднаний тролейбус з пасажиромісткістю не менше 140 чоловік. Цей тролейбус та LighTram мають корпус з дюралюмінію.
- lighTram 3: 24,7-метровий подвійний з'єднаний тролейбус з пасажиромісткістю 192 чоловік.
- trolleyzug: 23.3-метровий тролейбус з трейлером з пасажиромісткістю 180 чоловік.

### Мінібуси
Компанія будує маленькі автобуси для використання як шкільні та для перевезення людей з обмеженими можливостями.

### Комерційний транспорт
Компанія також будує мінівени, навантажувачи та трейлери.